# Eleições legislativas portuguesas de 1942
As eleições legislativas portuguesas de 1942 foram realizadas no dia 1 de novembro, sendo eleitos os 100 deputados da Assembleia Nacional. Foram as últimas eleições em lista nacional. A totalidade dos deputados eleitos pertence à União Nacional, a única organização a apresentar listas, com 86,6% do total dos votos. Votaram 668 785 dos 772 578 recenseados. A Assembleia Nacional iniciou os trabalhos em 25 de novembro de 1942 e foi dissolvida antecipadamente em 6 de julho de 1945.

## Resultados eleitorais
| Partido                 | Partido                 | Votos   | %    | +/-  | Deputados | +/-     |
| ----------------------- | ----------------------- | ------- | ---- | ---- | --------- | ------- |
|                         | União Nacional          | 579 168 | 86,6 | 14,4 | 100 / 100 | Estável |
| Votos Inválidos         | Votos Inválidos         | 89 617  | 14,4 | 14,4 |           |         |
| Total                   | Total                   | 668 785 | 100  |      | 100       |         |
| Eleitorado/Participação | Eleitorado/Participação | 772 578 | 86,6 | 2,6  |           |         |